# Хэмилтон, Эндрю
Эндрю Джексон Хэмилтон (англ. Andrew Jackson Hamilton; 28 января 1815, Хантсвилл, Алабама — 11 апреля 1875, Остин, Техас) — американский политик, 11-й губернатор Техаса.

## Биография

### Ранние годы
Эндрю Хэмилтон родился 28 января 1815 года в Хантсвилле, штат Алабама. Он окончил юридическую школу и был принят в коллегию адвокатов в Талладиге, Алабама. В конце 1846 года Хэмилтон переехал в Ла-Грейндж, Техас, где открыл собственную юридическую практику. Три года спустя он переехал в Остин, чтобы начать политическую карьеру.

### Политическая карьера
В 1849 году техасский губернатор Питер Белл назначил Хэмилтона исполняющим обязанности генерального прокурора штата.
В 1850 году он был избран в Палату представителей Техаса от Демократической партии, где представлял округ Тревис. На этом посту он пробыл всего один срок и покинул его в 1853 году. За это время Хэмилтон вступил в «оппозиционную клику», фракцию южных политиков в Демократической партии, которые выступали против сецессии и возобновления работорговли.
В 1858 году Хэмилтон был избран в Палату представителей США как независимый демократ. Он решил не переизбираться в 1860 году, но, по возвращении в Техас в 1861 году, выиграл дополнительные выборы в сенат штата. Хэмилтон позже был вынужден уйти в отставку с этого поста после того, как ему стали угрожать из-за его высказываний в поддержку Союза. В июле 1862 года он бежал в Мексику.
Во время гражданской войны Хэмилтон встал на сторону Союза. Он отправился в тур по Северо-востоку США, выступая в Нью-Йорке, Бостоне и других северных городах. Он высказывался за Союз и критиковал «рабовладельческую власть» юга страны. За это на севере Хэмилтона считали героем, хотя дома на него смотрели как на предателя. Хэмилтон был произведён в бригадные генералы добровольцев, а в конце 1862 года президент Авраам Линкольн назначил его военным губернатором Техаса. После неудачной экспедиции в Южный Техас в 1863 году он оставшееся до конца войны время провёл в Новом Орлеане.

### Губернатор Техаса
В конце войны президент Эндрю Джонсон назначил Хэмилтона временным гражданским губернатором Техаса. В этой должности он пребывал 14 месяцев во время раннего этапа Реконструкции Юга. В это время была ратифицирована Тринадцатая поправка к Конституции США и предоставлена экономическая свобода вновь освобождённым рабам, хотя в Техасе поправку не ратифицировали до 1870 года. Хэмилтон столкнулся с такими проблемами, как набеги индейцев, общее беззаконие и хаотические доходы бюджета в послевоенный период. Когда его предложения на Конституционном Конвенте 1866 года не были приняты, он отверг план Джонсона по реконструкции и примкнул к радикальным республиканцам. Хэмилтон высказывался за предоставление избирательного права неграм и в сентябре 1866 года организовал Конвенцию южных лоялистов в Филадельфии, на которой выступил с критикой президента Джонсона. В 1867 году он вышел в отставку и занял должность судьи по делам о банкротстве в Новом Орлеане. В том же году он стал судьёй Верховного суда Техаса. Хэмилтон пытался вернуть себе кресло губернатора на выборах 1869 года, однако проиграл Эдмунду Дэвису.

### Поздние годы
После ухода с должности Хэмилтон примкнул к Республиканской партии. Он был членом Конституционного Конвента Техаса в 1868—1869 годах и Республиканского национального исполнительного комитета. Он изменил свой взгляд на избирательное право для чёрных, перестав его поддерживать. После поражения на губернаторских выборах в 1869 году Хэмилтон был главой съезда налогоплательщиков в 1871 году.
Умер в Остине, штат Техас 11 апреля 1875 года от туберкулёза и похоронен на кладбище Оквуд.